# Pedro soll hängen
Pedro soll hängen ist ein deutscher Spielfilm, eine Mischung aus Liebeskomödie und Abenteuergeschichte, aus dem Jahre 1939 von Veit Harlan mit Gustav Knuth in der Titelrolle. An seiner Seite spielen Heinrich George und Maria Landrock weitere Hauptrollen. Die Geschichte basiert auf der nicht aufgeführten, gleichnamigen Bühnenkomödie (als Buch 1933 veröffentlicht) von Ludwig Hynitzsch und Friedel Hartlaub, die auch am Drehbuch beteiligt waren.

## Handlung
Handlungsort: Ein lateinamerikanisches Land mit dem Phantasienamen Pellagonien, ein staubiges Irgendwo im Nirgendwo, wo Recht und Gesetz klein geschrieben werden. Hier blüht das Latino-Pendant zum US-amerikanischen Wildwest-Klischee, und es herrschen raue Sitten unter der einfältigen Landbevölkerung. In den Bodegas wird nicht nur getrunken, es wird gesoffen bis irgendjemand unter den Tisch oder gar ins Koma fällt, und die Fäuste der anwesenden „ganzen Kerle“, kompakte Einfaltspinsel allenthalben, teilen so manchen kraftvollen Schwinger aus. Dies ist das „intellektuelle“ Umfeld der Handlung. Pedro, ein Hirte und stadtbekannter Raufbold, treibt es in der Kapitale San Fernando eines Tages zu weit: Im Streit bringt er den Pferdehändler José, der ihn beim Kartenspiel betrogen haben soll, mit dem Messer um … so wird behauptet. Jedenfalls blieb José, mausetot spielend, am Boden liegen. Keiner weiß dies so genau, denn das alles geschah in Zustand allgemeiner geistiger wie alkoholbedingter Umnebelung. Dass der vermeintliche Tote bereits nicht allzu fern weitertrinkt, ist offensichtlich bislang noch niemandem aufgefallen. Die ganze Affäre, über die in diesem „Tal der Gesetzlosen“ unter normalen Umständen kein einziges Wort verloren werden würde, wird vor allem deshalb so hochgekocht, weil ein US-amerikanischer Gringo namens Amadeo de Montessandro, ein Journalist, in San Fernando aufgetaucht ist, und nun anhand dieses Vorfalls einen bissigen Artikel über die angeblich so „barbarischen“ Lateinamerikaner in einem „Land ohne Gesetz“ verfassen möchte.
Nun droht dem angeblich schuldigen Hirten der Galgen, denn der Schuldspruch ist schnell gefällt: Pedro soll hängen! Dessen Geliebte Pepita, die Tochter des ortsansässigen Alcaldes (und damit auch Vorsitzenden der Gerichtsbarkeit), der sich aus höchst eigennützigen Gründen – er bietet teure Tickets für die anstehende Hinrichtung an – für Pedros Exekution eingesetzt hat, ist entsetzt. Kaum jemand im Ort will Pedro aufknüpfen, aber die Präsenz der Gringos – neben dem US-Reporter ist auch Alice Baker, die Tochter eines reichen Schweinezüchters aus Chicago in der Stadt abgestiegen – lässt den Einheimischen kaum eine andere Wahl. Pedros gewichtiger Freund Manuel, der frömmelnde Kellner der Bodega, muss dem cholerischen Pedro die schreckliche Nachricht überbringen, denn seit seinem suffbedingten Ausfall kann dieser sich an nichts mehr erinnern. Pedro bekommt prompt einen Tobsuchtsanfall, doch Manuel weiß mit viel Geschick den Kumpel zu beruhigen. Der gläubige Schankwirt macht dem behäbigen Freund klar, dass im Jenseits das Paradies auf ihn warte, das tausendmal schöner sei als die jammervolle, schnöde Existenz hier auf Erden. So beginnt Pedro allmählich seinem eigenen Tode hoffnungsfroh entgegenzufiebern und lehnt sogar Pepitas händeringende Bitte ab, an den Alcalde ein Gnadengesuch zu stellen. Als dieser erfährt, dass der angeblich Ermordete quicklebendig ist, aber gar nicht daran denkt, seinem „Mörder“ beizuspringen, bleibt auch der Gerichtsherr untätig, will er doch das große Geschäft, das er sich durch den Kartenverkauf verspricht, nicht gefährden.
Eine unerwartete Verbündete findet Pedro in Alice Baker. Die Gringa findet das alles hier so unglaublich aufregend und ist von der ruppigen Männlichkeit des angeblichen Verbrechers schwer angetan. Sie besticht den Alcalde, auf dass er sie zu Pedro in die Zelle lässt. Der ist von der jungen Amerikanerin derart begeistert, dass er sie bereits nach wenigen Minuten stürmisch umarmt und küsst. Nun ist es um Alices Herz geschehen. Sie will diesen Mann heiraten und, koste es, was es wolle, so rasch wie möglich aus dem Knast herauskaufen. Wer würde sich für so ein Geschäft besser eignen als der korrupte Bürgermeister? Doch draußen auf dem Richtplatz laufen bereits die Vorbereitungen für die Hinrichtung, die immer mehr den Charakter eines Volksfestes annimmt, auf Hochtouren. Und der Alcalde verspricht sich davon einen fetten Profit, auf den er kaum verzichten möchte. Daran können auch die 50.000 Dollar, die Alice für den Freikauf Pedros anbietet, nichts ändern. Pedro geht derweil erhobenen Hauptes zu seiner eigenen Hinrichtung, als er plötzlich den totgeglaubten José erblickt. Damit ist der Mordvorwurf vom Tisch … und somit auch Pedros Hoffnung auf eine selige Existenz im Jenseits. Als dann auch noch Pepita Pedro eröffnet, dass sie von ihm schwanger ist, erwachen in dem Raubein wieder die Lebensgeister. Der schurkische Alcalde wird abgesetzt und durch Pedro, den gutmütigen Tor mit einem Herz aus Gold, abgelöst. Zum guten Schluss spendet Alice auch noch die versprochenen 50.000 Dollar für das Volksfest.

## Produktionsnotizen
Pedro soll hängen entstand ab dem 7. August 1939, die Dreharbeiten endeten Mitte des darauf folgenden Monats. Nach seiner langwierigen Zulassung durch die staatliche Filmzensur (siehe unten) erfolgte die Weltpremiere am 11. Juli 1941 in München, die Berliner Erstaufführung fand exakt zwei Wochen später im Tauentzienpalast statt. Nach dem Krieg wurde der Streifen 1962 noch einmal kurz gezeigt.
Harlans Regieassistent Wolfgang Schleif beteiligte sich ungenannt am Drehbuch, der 15-jährige Nachwuchsdarsteller Wolfgang Kieling war Regievolontär Harlans. Erich Zander und Karl Machus schufen die Filmbauten, Hermann Storr und Hans Grimm zeichneten für den Ton verantwortlich.
Die Produktionskosten fielen mit rund 909.000 RM relativ niedrig aus.

## Zensurprobleme
Der Film hatte seit Ende der Dreharbeiten im September 1939 gewaltige Zensurprobleme. Propagandaminister Joseph Goebbels tobte angesichts der insinuierten Religiosität und Kirchennähe und verlangte massive Schnitte. Die wurden von Ludolf Grisebach vorgenommen und verkürzten den Film um rund 800 Meter seiner ursprünglichen Länge. Die Schnitte trafen de facto sämtliche religiösen Dialoge und Bezüge. Bei seiner Premiere im Juli 1941 war Pedro soll hängen nur noch etwa 68 Minuten lang, bei der Nachkriegswiederaufführung 1962 sogar nur noch 66 Minuten. Veit Harlan nannte seine Inszenierung in seinen Memoiren „Im Schatten meiner Filme“ nach den erzwungenen Kürzungen einen „Torso“ und beklagte, dass Pedro soll hängen “des größten Teiles seiner Originalität und seiner gedanklichen Konsequenz beraubt” worden sei. An gleicher Stelle behauptete Harlan weiters, er habe damals in einem heftigen Beschwerdebrief an den Reichsfilmdramaturgen Ewald von Demandowsky verlangt, dass man seinen Namen vom fertigen Produkt entfernen solle.

## Rezeption
Der Streifen gilt als Harlans skurrilstes, unbekanntestes und eigensinnigstes Regie-Werk und fand insgesamt nur wenig Resonanz. Bei der Premiere wurde er kaum wahrgenommen und nur selten besprochen. Laut Regisseur Harlan soll es zwischen ihm und dem Propagandaminister deswegen einen heftigen Wortwechsel ergeben haben.

„Laut und geräuschvoll. Literatur. Ein Versager.“

In Zeughauskino heißt es: “Veit Harlan kämpfte bei vielen seiner Filme bis 1945 mit Goebbels’ Missfallen, doch so heftig wie bei Pedro soll hängen kam es nie zuvor und nie wieder danach (…) Pedro soll hängen ist eines der sperrigsten Werke Harlans: Eine wilde Mixtur aus South-of-the-Border Western-Abenteuer und religiöser Allegorie mit antiklerikalen Tendenzen, wo sich in Spelunken wild gerauft, im Gefängnis ekstatisch gebüßt und nebenher der Lust mal zweckdienlich, mal zum Spaß gehuldigt wird. Die USA-feindlichen Spitzen wirken in diesem bizarren Spiel von Eros und Thanatos, Mors und Cupid wie Ideologieflitter.”
Im Lexikon des Internationalen Films heißt es bei der Einschätzung des 66-Minuten-Torsos: „Sehr konfus und gekünstelt.“
Bert Rebhandl nannte Pedro soll hängen spöttisch einen „zutiefst deutschen Bodega-und-Tequila-Schwank.“